# Distrikt San Juan Bautista (Huamanga)
Der Distrikt San Juan Bautista liegt in der Provinz Huamanga in der Region Ayacucho in Südzentral-Peru. Der Distrikt wurde am 7. April 1960 gegründet und hat eine Fläche von 15,6 km². Beim Zensus 2017 wurden 50.325 Einwohner gezählt. Im Jahr 1993 lag die Einwohnerzahl bei 20.558, im Jahr 2007 bei 38.457. Die Distriktverwaltung befindet sich in der 2800 m hoch gelegenen Stadt San Juan Bautista mit 50.262 Einwohnern (Stand 2017). San Juan Bautista liegt im Südosten des Ballungsraums der Provinz- und Regionshauptstadt Ayacucho (Huamanga).

## Geographische Lage
Der Distrikt San Juan Bautista liegt im Andenhochland zentral in der Provinz Huamanga. Der Distrikt ist Teil des Großraums Ayacucho. Er liegt östlich des Río Chaqui Huayco.
Der Distrikt San Juan Bautista grenzt im Westen an den Distrikt Carmen Alto, im Nordwesten an den Distrikt Ayacucho, im Norden an den Distrikt Andrés Avelino Cáceres Dorregaray, im Osten an den Distrikt Tambillo sowie im Süden an den Distrikt Chiara.